# Alain Hervé
Pour les articles homonymes, voir Hervé.
Alain Hervé, né le 9 juin 1932 à Granville (Manche) et mort le 8 mai 2019 à Saint-Cloud,, est un journaliste et écrivain français.

## Biographie
Alain Hervé est le fils de Francis Hervé, fonctionnaire au ministère des Affaires économiques et d'Andrée Ernouf, pharmacienne et peintre.  
Élève au lycée Condorcet, à Paris, il entre au Centre de formation des journalistes (promotion 1956), après des études de philosophie à la faculté des lettres de Paris. Il commence sa carrière de journaliste à La Vie catholique illustrée en 1956 avant d’entrer à Paris Normandie en 1957. Il passe 27 mois au service militaire, dont 21 mois en Algérie en tant que journaliste.
En 1960, il devient reporter au magazine Réalités, qu’il quittera de 1963 à 1967 pour effectuer un tour du monde à la voile pendant trois ans, accompagné de son épouse, Anne de Lempdes-Hervé, et de son cousin, Bernard Pichard. À son retour, après un court passage à Réalités, il prend, en 1968, pendant huit mois, la tête de la rédaction française de la revue de  la FAO, Cérès, à Rome. 
Il fonde, en 1970, la branche française des Amis de la Terre avec Edwin Matthews, qu'il dirige pendant deux ans avant de passer la main à Brice Lalonde. Il crée Le Courrier de la Baleine. Son premier livre, Au Vent d’Aventure (Arthaud, 1971), récit de son tour du monde à la voile, est alors récompensé du prix de l’Étoile de la mer.
1972 : mise en place de la première collection de livres écologiques en France aux éditions Fayard.
À partir de 1970, avec l'aide de Philippe Viannay, il propose à Claude Perdriel de créer au sein du groupe de celui-ci un mensuel exposant les nouveaux thèmes écologistes et antiproductivistes : la pollution, la logique de croissance, la surconsommation…
Échouant dans un premier temps, il se décide, en 1972, à entrer au Nouvel Observateur pour y traiter de ces thèmes dans la rubrique « société ». Il y dirige notamment le numéro spécial de juin-juillet 1972, La dernière chance de la terre, préparé en avril en vue du colloque écologiste de Stockholm et tiré à 250 000 exemplaires
En 1973, Perdriel, à la suite de ce succès, lance le mensuel Le Sauvage. Alain Hervé est à la tête de la rédaction.
S’il s’impose comme le leader de la « presse écolo », son journal n’en est pas moins transformé en trimestriel, en janvier 1975. Toutefois, il obtient qu’il soit doublé à partir de novembre 1975 par un guide mensuel (réservé aux abonnés), puis que ce dernier soit transformé en mensuel en 1977. 
Nommé directeur de la rédaction en 1978, il oriente à chaque parution le magazine sur un thème pas forcément écologiste au premier plan (comme la condition masculine, le corps, l’excrément humain, l’amour, etc.), son idée étant que « l’écologie évolue vers sa plus grande dimension culturelle, l’alternative se substitue à la dénonciation et la dimension politique s’élargit. » Parallèlement, il publie Mort à l’homme (Harlin Quist, 1974) et L’Homme sauvage (Stock, 1979).
Mais en décembre 1979, Claude Perdriel, confronté aux difficultés financières liées au lancement du Matin de Paris, lui propose de transformer Le Sauvage en supplément du Nouvel Observateur et de ne garder de l’équipe que sa personne. Refusant, Alain Hervé lui propose plutôt de racheter le titre avec l’équipe. Après quatre mois d’interruption, le licenciement de quatre journalistes et le retour à une formule trimestrielle, il obtient satisfaction en février 1981, héritant, pour un franc symbolique, du titre, de ses acheteurs réguliers (20 à 25 000), de ses abonnés (19 000).
Il prévoit alors pour septembre 1981 un retour à une formule mensuelle, mais avec une conception élargie de l’écologie, celle-ci se situant pour lui autant dans « l’escalope de veau, la prise de courant, le ticket de bus, les vacances aux Seychelles, le chômage, la carte de séjour d’un travailleur immigré » que dans la campagne pour la présidence de la République. En fait, Le Sauvage ne reparaîtra qu'en 1990 avec l'équipe des Sauvages associés.
Le Sauvage reparaît sur internet depuis 2009.
Entre 1983 et 1986, Alain Hervé écrit plusieurs grands reportages pour Géo et Le Monde, dont un tour du monde de sept articles pour ce dernier (1986). Deux ans plus (1988), il tient pendant un an une chronique à Grands Reportages et créé l'association Fous de Palmiers. Entre 1994 et 1995, il publie de nombreux articles sur les jardins dans Vogue. Dans la même année, il tient les chroniques bimestrielles Histoires naturelles dans Grands reportages de voyages, dans le même magazine. Pendant huit ans, ce sera plusieurs articles de voyages dans Le Monde, d'autres articles dans le Magazine Littéraire, la NRF, et en Italie dans la revue de psychanalyse la Ginestra...
En 1996, quitte la présidence de Fous de Palmiers pour devenir président d'honneur, après sept ans d'exercice.
De 2000 à 2019, Alain Hervé publie un billet en dernière page de chaque livraison de la revue L'Écologiste. 
De 2004 à 2006, il collabore, en tant qu'auteur, à l'émission Côté Jardin sur FR3 Chamaerops productions ; collabore aux numéros spéciaux de Géo. Il collabore également à chaque numéro de la Gazette des jardins avec une chronique sur les plantes.
Entre 2009 et 2019, il écrit dans  Le Sauvage, qui reparaît sur Internet et comporte des reprints de l'ancien Sauvage depuis 1973 et des papiers d'actualité. Il constitue la « mémoire » de l'engagement écologique.

## Distinctions
- Chevalier de la Légion d'honneur (1983)
- Cavaliere delle Palme accademiche (1994)

## Publications
- Au vent d'Aventure, Arthaud, 1969

prix Étoile de la mer
- Mort à l'homme, illustrations de Jacques Rozier et Monique Gaudriault, Harlin Quist, 1975
- L’Homme sauvage, Stock, 1979
- Robinson, Jean-Claude Lattes, 1985
- Guillaume le Conquérant, Jean-Claude Lattès, 1986 (prix Bayeux du récit historique)
- Merci la Terre, Jean-Claude Lattès, 1989
- La Proximité folle du paradis, Actes Sud, 1991
- L’Abécédaire de l'ange, fantaisie philo-poétique, avec des dessins de Daniel Maja, éditions Octavo, 1993
- La Passion des Palmiers, éditions Rom, 1995
- Chausey, Imago mundi, album, éditions Octavo, textes sur des peintures d'Yves de Saint-Front, 1996
- Le Mont Saint Michel, éditions Aquarelles, illustré par Jean-Lou Eve, 1997
- Le Palmier, dans la collection Le nom de l’arbre, Actes Sud, 1999
- Pulcinella à Venise, Octavo, 2003
- Fous de plantes, Belin, 2009
- Le Paradis sur Terre : le défi écologique, Le Sang de la Terre, 2010
- Merci la terre, nous sommes tous des écologistes, Le Sang de la terre, 2012
- Promesse d’îles, Arthaud, 2014

Prix Encre de marine, prix Henry de Monfreid, prix Louis-Castex 2015 de l'Académie française
- Le ciel nous tombe sur la tête, en collaboration avec Brice Lalonde, Arthaud, 2015